# Біг на 1500 метрів
Біг на 1500 метрів — один із видів бігу на середні дистанції, три з трьома чвертями кола на 400 метровій легкоатлетичній доріжці. 1500 м входили до легкоатлетичної програми Олімпійських ігор з 1896 року для чоловіків та 1972 року для жінок.
1500 метрів, як і інша класична середня дистанція 800 метрів, вимагає витривалості й швидкості водночас.
Біг на 1500 метрів близький до бігу на 1 милю.

## Чільна десятка бігунів усіх часів

### Чоловіки
- Станом на липень 2021[1].

| Місце | Час     | Спортсмен         | Країна   | Дата           | Місце    | Посилання |
| ----- | ------- | ----------------- | -------- | -------------- | -------- | --------- |
| 1.    | 3.26,00 | Гішам ель Герруж  | Марокко  | 14 липня 1998  | Рим      |           |
| 2.    | 3.26,34 | Бернард Лагат     | Кенія    | 24 серпня 2001 | Брюссель |           |
| 3.    | 3.26,69 | Асбел Кіпроп      | Кенія    | 17 липня 2015  | Монако   |           |
| 4.    | 3.27,37 | Нуреддін Морселі  | Алжир    | 12 липня 1995  | Ніцца    |           |
| 5.    | 3.27,64 | Сілас Кіплагат    | Кенія    | 18 липня 2014  | Монако   |           |
| 6.    | 3.27,95 | Якоб Інгебрігтсен | Норвегія | 15 червня 2023 | Осло     |           |
| 7.    | 3.28,12 | Ноа Нгені         | Кенія    | 11 серпня 2000 | Цюрих    |           |
| 8.    | 3.28,28 | Тімоті Черуйот    | Кенія    | 09 липня 2021  | Монако   |           |
| 9.    | 3.28,75 | Тауфік Махлуфі    | Алжир    | 17 липня 2015  | Монако   |           |
| 10.   | 3.28,76 | Мохамед Катір     | Іспанія  | 09 липня 2021  | Монако   |           |

### Жінки
- Станом на червень 2023[2].

| Місце | Час     | Спортсменка      | Країна     | Дата            | Місце  |
| ----- | ------- | ---------------- | ---------- | --------------- | ------ |
| 1.    | 3.49,11 | Фейт Кіп'єгон    | Кенія      | 2 червня 2023   | Рим    |
| 2.    | 3.50,07 | Гензебе Дібаба   | Ефіопія    | 17 липня 2015   | Монако |
| 3.    | 3.50,46 | Цюй Юнься        | КНР        | 11 вересня 1993 | Пекін  |
| 4.    | 3.50,98 | Бо Цзян          | КНР        | 18 жовтня 1997  | Шанхай |
| 5.    | 3.51,34 | Лан Інлай        | КНР        | 18 жовтня 1997  | Шанхай |
| 6.    | 3.51,92 | Ван Цзюнься      | КНР        | 11 вересня 1993 | Пекін  |
| 7.    | 3.51,95 | Сіфан Гассан     | Нідерланди | 05 жовтня 2019  | Доха   |
| 8.    | 3.52,47 | Тетяна Казанкіна | СРСР       | 13 серпня 1980  | Цюрих  |
| 9.    | 3.53,91 | Інь Лілі         | КНР        | 18 жовтня 1997  | Шанхай |
| 10.   | 3.53,96 | Паула Іван       | Румунія    | 1 жовтня 1988   | Сеул   |

## Рекорди України
- Ч — 3.30,33 — Іван Гешко (3 вересня 2004 року, Брюссель).

- Ж — 3.56,63 — Надія Раллдугіна (18 серпня 1984 року, Прага).